# 拉康特 (喬治亞州)
拉康特（英語：Laconte）是位於美國喬治亞州庫克縣的一個非建制地區。該地的面積和人口皆未知。

## 地理
拉康特的座標為31°12′48″N 83°26′57″W / 31.21333°N 83.44917°W，而該地的平均海拔高度為151米（即495英尺）。